# تاكويا ماتسورا
تاكويا ماتسورا (باليابانية: 松浦 拓弥) (مواليد 21 ديسمبر 1988)، هو لاعب كرة قدم ياباني سابق كان يلعب كلاعب وسط.

## وصلات خارجية
- تاكويا ماتسورا على موقع رابطة كرة القدم اليابانية للمحترفين (اليابانية)
- تاكويا ماتسورا على موقع قاعدة بيانات كرة القدم.إي يو (الإنجليزية)
- تاكويا ماتسورا على موقع Soccerway.com (الإنجليزية)
- تاكويا ماتسورا على موقع عالم كرة القدم.نت (الإنجليزية)
- تاكويا ماتسورا على موقع كووورة